# Fantastic Four: World's Greatest Heroes
Fantastic Four: World's Greatest Heroes (O Quarteto Fantástico (em Portugal) ou Quarteto Fantástico: Os Maiores Heróis da Terra (no Brasil)) é um série animada de 2006 sobre os personagens homônimos da Marvel Comics, produzida pelo estúdio francês MoonScoop Group, influenciada pelos animes, a série foi exibida no Cartoon Network. Tem 26 episódios.
É a quarta série animada sobre o Quarteto Fantástico.

## Enredo
World's Greatest Heroes não é conectada a nenhuma adaptação anterior do Quarteto Fantástico, contando sua própria versão da origem da equipe e seus encontros com sua galeria de vilões. Ao contrário de sua predecessora da década de 1990, que consistiu quase inteiramente em reinterpretações diretas ou modificadas das histórias de quadrinhos clássicas do Quarteto Fantástico, World's Greatest Heroes apresenta histórias originais, embora elementos de várias iterações dos quadrinhos da equipe foram usados na série.

## Elenco
| Personagem     | Voz original      | Dublador                            |
| -------------- | ----------------- | ----------------------------------- |
| Reed Richards  | Hiro Kanagawa     | Marcelo Garcia                      |
| Susan Storm    | Lara Gilchrist    | Sylvia Salustti                     |
| Tocha Humana   | Christopher Jacot | Clécio Souto                        |
| Coisa          | Brian Dobson      | Mauro Ramos                         |
| H.E.R.B.I.E.   | Samuel Vincent    | Oberdan Júnior e Christiano Torreão |
| Doutor Destino | Paul Dobson       | Guilherme Briggs                    |
| Alicia Masters | Sunita Prasad     | Tereza Cristina                     |

### Outros
- Namor - Michael Adamthwaite - Oziel Monteiro
- Mulher Hulk - Rebecca Shoichet - Carla Pompílio
- Diablo - Maurício Berguer - Trevor Devall
- Homem-Toupeira - Paul Dobson - Dário de Castro
- Hulk - Mark Gibbon - Júlio Chaves
- Homem de Ferro - David Kaye - Eduardo Borgeth
- Super Skrull - Mark Oliver - Roberto Macedo
- Homem-Formiga - John Payne - Reginaldo Primo
- Mestre dos Bonecos - Alvin Sanders - Luiz Carlos Persy
- Frankie Raye - Informação não disponível - Priscila Amorim

## Episódios
| Episódio | Título                                                               |
| --- | -------------------------------------------------------------------- |
| 01 | Dia do Destino (Doomsday)                                            |
| Reed é acusado de expor intencionalmente o Quarteto Fantástico aos raios cósmicos que lhes deram seus poderes. Acontece que é um complô do Dr Destino, e Ben perdoa Reed depois que eles salvam o mundo do plano de Destino de abrir um portal dimensional que permitirá que monstros ataquem Nova York e destruam toda a vida humana. |                                                                      |
| 02 | ToupeIrada (Molehattan)                                              |
| Depois de sequestrar Ben, o Homem-Toupeira tenta unir forças com o Coisa para com ele conseguir criar um paraíso subterrâneo, onde as aparências não importam. |                                                                      |
| 03 | Julgamento de Fogo (Trial by Fire)                                   |
| Depois de destruir um robô sentinela, Johnny inexplicavelmente desaparece. Ele encontra-se em um estádio cheio de aliens, onde ele foi colocado em julgamento por crimes contra o Império Kree, com Ronan, o acusador agindo como juiz. Enquanto isso, Ben, tenta entreter os convidados em um evento de caridade. Reed é convocado para atuar como advogado de Johnny, enquanto Ben e Sue são convocados como testemunhas. Infelizmente, os depoimentos de Ben e Sue não ajudam o caso de Johnny. Johnny é condenado à execução imediata por criaturas robóticas. Ben, Sue e Reed lutam contra os robôs executores, um dos quais é acidentalmente jogado na multidão. Johnny protege uma criança Kree na plateia do robô executor, que inspira a multidão a exigir que Johnny seja exonerado e liberado. Sentindo-se humilhado por ter que apaziguar a multidão, Ronan libera Johnny. Os Kree retornam ao seu mundo natal, depois que Ronan é banido do Império Kree, enquanto a "Inteligência Suprema" observa que o Quarteto Fantástico pode ser útil contra os Skrulls. |                                                                      |
| 04 | Eu destino (Doomed)                                                  |
| O quarteto retorna depois de apagar um incêndio que Johnny começou, com Ben e Sue chateados com ele. Johnny pede desculpas, dizendo que fará qualquer coisa para compensar. O Doutor Destino troca de corpo com Reed. Com Reed preso no corpo de Destino, ele escapa lentamente dos confins do covil de Destino. No dia seguinte, Johnny acorda e encontra um grupo com câmera em seu quarto. Sue explica que, como desculpa por ontem, Johnny deve ser seguido ao redor por "Um dia na vida" para que os telespectadores possam descobrir o que é um dia na vida do Quarteto Fantástico. Quando Destino, como Reed, diz a Sue para cancelar suas palestras, os três descobrem que algo está acontecendo. Reed, como Destino, aparece no Edifício Baxter e é recebido pelos quatro. Acreditando que ele é Destino, eles o prendem. Reed eventualmente convence Sue a confiar nele e juntos eles impedem Destino de transformar o Edifício Baxter em uma arma enquanto também tentam trocar seus corpos de volta                                                             |                                                                      |
| 05 | O mestre dos bonecos (Puppet Master)                                 |
| O padrasto de Alicia adquire um suprimento de argila irradiada de um pedaço caído da estação espacial malfeita de Reed, que lhe permite controlar os outros como o Mestre dos Bonecos. |                                                                      |
| 06 | Visita a Zona Negativa (Zoned Out)                                   |
| As coisas tomam uma volta para pior quando Johnny dá a sua amiga Frankie uma excursão não autorizada ao laboratório de Reed. Quando Frankie é sugada para outra dimensão, Johnny vai atrás dela para evitar que alguém descubra. Mas como ele faz isso, um pequeno inseto vem através do portal dimensional. Susan, Ben e Reed agora têm que lidar com o inseto com ele se multiplicando lentamente e destruindo o Edifício Baxter, enquanto Frankie e Johnny estão presos na outra dimensão e olham como eles serão mortos por versões piores dos Insetos. No final, Johnny e Frankie voltam para a Terra e os insetos são todos colocados de volta para onde eles pertencem - exceto por aquele que permanece no refrigerador de uma velha senhora. |                                                                      |
| 07 | Páreo Duro (Hard Knocks)                                             |
| Bruce Banner, visita Reed no Edifício Baxter. Banner muda para o Hulk e agora o Quarteto Fantástico deve parar o seu alvoroço em Nova York e evitar que ele seja capturado pelo agente Pratt que quer usar o Hulk para sua própria agencia. No final, Pratt não consegue parar o Hulk que acaba escapando. Caso contrário, o Quarteto Fantástico salvaram o dia novamente quando Pratt e seus homens são presos pelo exército liderado pelo general Thaddeus "Thunderbolt" Ross. |                                                                      |
| 08 | Meu vizinho é um Skrull (My neighbor was a Skrull)                   |
| Os Skrulls personificam os vizinhos do Quarteto Fantástico, a fim de coletar amostras de tecido. No final, o comandante skrull Kl'rt diz a Ronan O Acusador que todas as amostras foram coletadas para ele comece a fazer o maior guerreiro que o universo já conheceu. |                                                                      |
| 09 | Os menores heróis do mundo (World’s tiniest heroes)                  |
| Um dos experimentos de Reed o microverso faz com que o Quarteto Fantástico encolha colocando-os em risco quando H.E.R.B.I.E. os confunde com vermes e tenta exterminá-los. O Quarteto Fantástico é ajudado pelo Homem-Formiga, quando se trata de chegar ao laboratório, e uma vez lá suas vidas são salvas com a ajuda do Homem-Formiga. |                                                                      |
| 10 | Demolição (De-mole-ition)                                            |
| O Homem-Toupeira usa o Giganto para atacar o Edifício Baxter na esperança de atrair o Quarteto Fantástico para seu covil subterrâneo. |                                                                      |
| 11 | Impossível (Impossible)                                              |
| O Homem Impossível é trazido para a Terra por uma das sondas espaciais de Reed e imediatamente começa a causar problemas para todos. No final, o Quarteto Fantástico convence o Homem Impossível de que a Terra não é tão divertida quanto ele pensa. |                                                                      |
| 12 | Armadilha e troca (Bait & switch)                                    |
| Doutor Destino sequestra um dos experimentos de Reed com o objetivo de restaurar Ben Grimm à forma humana e faz com que o Quarteto Fantástico troque de poderes uns com os outros. |                                                                      |
| 13 | Aniquilação (annihilation)                                           |
| O Quarteto Fantástico é levado para a Zona Negativa onde eles se encontram cara a cara com Annihilus. Como se isso não fosse ruim o suficiente, o Doutor Destino rouba a fonte de energia de Annihilus e ameaçando a Terra. |                                                                      |
| 14 | A vingança dos skrulls (Revenge of the skrulls)                      |
| O Quarteto Fantástico realiza um concurso onde o vencedor passará o dia com o Quarteto Fantástico. O vencedor acabou sendo um fã chamado Rupert o Geek. Tendo adquirido suas amostras de tecido em My Neighbor Was A Skrull, os Skrulls agora têm a tecnologia para duplicar as habilidades do Quarteto Fantástico. Desconhecido dos Skrulls, o Comandante Kl'rt, o gênio por trás da descoberta, está realmente recebendo ajuda de Ronan, o Acusador, que é um Kree, um inimigo dos Skrulls. |                                                                      |
| 15 | Manipulados (Strings)                                                |
| O Mestre de Bonecos recebe a cidade para transformar o Quarteto Fantástico, controlando seus funcionários públicos como o Prefeito de Nova York e o Chefe de Polícia. Descartados de sua casa muito para a excitação de Courtney Bonner-Davis, bem como suas contas congeladas e seus bens apreendidos, o Quarteto deve limpar seus bons nomes e parar o Mestre dos bonecos antes que ele controle as mentes de todos na Terra. |                                                                      |
| 16 | Imperius Rex                                                         |
| Namor chega com um decreto proibindo a humanidade dos oceanos. Susan e Johnny voam sob a água para negociar, mas são feitos prisioneiro em Atlantis. Ben e Reed devem lutar contra monstros marinhos, soldados atlantes e Namor para salvar seus companheiros. |                                                                      |
| 17 | Mais uma do destino (Doomsday plus one)                              |
| Doombots invadem o Edifício Baxter no meio da noite, mas seu ataque é apenas uma distração para que Doutor Destino para lance o Edifico Baxter no espaço. |                                                                      |
| 18 | A cura (The cure)                                                    |
| Reed finalmente cura Ben, mas a cura também tira todas as suas memórias desde a formação do Quarteto Fantástico. A fim de encontrar um substituto para O Coisa, os outros membros do Quarteto Fantástico realizam audições onde She-Hulk ganha sobre os outros candidatos Garota Esquilo, Capitão Ultra, Texas Twister, Frog-Man e Flatman. Quando o Homem-Toupeira ataca com um exército de homens lava, She-Hulk deve preencher o lugar do Coisa, enquanto Ben Grimm impotente deve encontrar uma maneira de salvar o dia. |                                                                      |
| 19 | Terrível (Frigthful)                                                 |
| O Quarteto Terrível (que consiste em O Mago, Garra Sônica, Trapster, e Homem Dragão) é a nova equipe salvadora da cidade de Nova York sempre um passo à frente do Quarteto Fantástico. Johnny ainda tenta provar que o Quarteto Fantástico ainda esta ativa no heroísmo ao contratar um fotógrafo chamado Peter Parker. Reed começa a suspeitar que o Quarteto Terrível não são os heróis que parecem ser. |                                                                      |
| 20 | Sem tempo (Out of time)                                              |
| Depois de voltar do passado para descobrir o que matou os dinossauros, o Quarteto Fantástico retorna a Nova York para descobrir que toda a cidade foi conquistada pelo Doutor Destino. |                                                                      |
| 21 | Atlântida ataca (Atlantis attacks)                                   |
| Namor retorna. Desta vez, ele precisa de ajuda para derrotar Attuma, que assumiu Atlantis. Enquanto Reed, Susan e Ben saem para ajudar a libertar Atlantis, Johnny fica atrás e enfrenta um ataque à cidade de uma baleia mutante gigante. |                                                                      |
| 22 | Guerra das armaduras (Shell games)                                   |
| Depois de vários ataques de armaduras do Homem de Ferro, o Quarteto Fantástico segue Tony Stark. Acontece que Destino estava por trás dos ataques, e agora os quatro têm de enfrentar tanto Iron Doom e o Homem de Ferro sob o controle de Destino. |                                                                      |
| 23 | Johnny Storm e a poção do fogo (Johhny Storm and the potion of fire) |
| Durante um confronto com Diablo, Johnny é exposto acidentalmente a uma das poções de Diablo que planeja usá-lo para ganhar o controle de todos os elementos. |                                                                      |
| 24 | Torneio de campeões (Contest of champions)                           |
| A pedido de Ronan, o Acusador, O Grande Mestre obriga o Quarteto Fantástico a lutar contra Ronan, o Homem Impossível, Annihilus e o Super Skrull. O destino de toda a humanidade paira no equilíbrio à medida que as espécies dos perdedores são eliminadas. |                                                                      |
| 25 | A palavra de destino é lei (Doom’s work is law)                      |
| Doutor Destino cria um super Doombot para enfrentar o Quarteto Fantástico. Os Quatro tentam treinar este robô para ser um dos mocinhos. No final, Ben se torna o super amigo Doombots e o nomeia "Brutus", mas o controle de Destino é muito forte e o super Doombot captura Susan e Reed. Johnny e Ben devem salvar Susan e Reed, e lutar contra Destino. Mas quando Johnny é capturado, Ben é deixado para lutar contra Brutus. |                                                                      |
| 26 | Caça ao tesouro (Scavenger hunt)                                     |
| Terminus, um alienígena conquistador, vem para roubar todos os recursos da Terra. Enquanto o Quarteto Fantástico tenta detê-lo, eles percebem que ele pode ser imbatível. |                                                                      |